# Hoofdverkeerswegen in Ierland
Ierland heeft een groot netwerk aan openbare wegen die alle hoeken en gaten van het land met elkaar verbinden. Wegen in Ierland zijn op dit moment geclassificeerd als snelwegen, nationale primaire wegen, nationale secundaire wegen, regionale wegen en lokale wegen. De introductie van dit systeem begon in 1977.
Voor de invoering van het huidige systeem had Ierland een totaal afwijkend systeem van wegenclassificatie en -nummering. Onder het oude systeem had men hoofdverkeerswegen (Engels: Trunk Roads), verbindingswegen (Engels: Link Roads) en ongeclassificeerde wegen.

## Geschiedenis
De wortels van dit systeem liggen in wetgeving van voor de onafhankelijkheid. Door een reeks van wetten had de Minister for Local Government and Public Health het recht een routeletter en -nummer toe te wijzen aan weg. Het is duidelijk dat er in de jaren twintig een visie was op deze wegenclassificatie, maar onduidelijk is wanneer het precies is ingevoerd. Hoewel het wettelijk recht voor het plaatsen van bewegwijzering bij de lokale overheid lag, was het de "Automobile Association of Ireland" (AA) die in 1938 begon met het op grote schaal plaatsen van bewegwijzering.

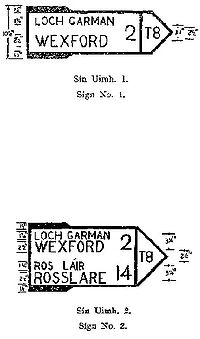
T8, voorbeelden van borden uit de Traffic Signs Regulations 1956

 Bewijs dat het hoofdverkeerswegensysteem grotendeels is ingevoerd tegen de jaren 50 is te vinden de "Traffic Signs Regulations, 1956", waarin verschillende voorbeelden van richtingborden zijn opgenomen. Daarnaast bracht de Esso in de jaren vijftig wegenkaarten uit waarop de hoofdverkeerswegen en verbindingswegen zijn weergegeven. Ondanks het langdurige gebruik van het systeem, is het nooit formeel in de wet vastgelegd.
Het huidige systeem van wegenclassificatie is ontstaan in de jaren zestig. Op 23 juli 1969 kondigde de "Minister for Local Government" Kevin Boland aan dat er netwerk van nationale wegen gevormd zou worden. In 1974 kwam de "Local Government (Roads and Motorways) Act" in werking. Deze wet maakte het mogelijk wegen aan te wijzen als snelwegen of nationale wegen. De eerste nationale wegen werden aangewezen op 1 juni 1977. 25 nationale primaire wegen (N1 t/m N25) en 33 nationale secundaire wegen werden toen in het leven geroepen.
De overgang ging geleidelijk. Op routekaarten van begin jaren tachtig is nog een mix te zien van beide systemen.

## Trunk Roads en Link Roads

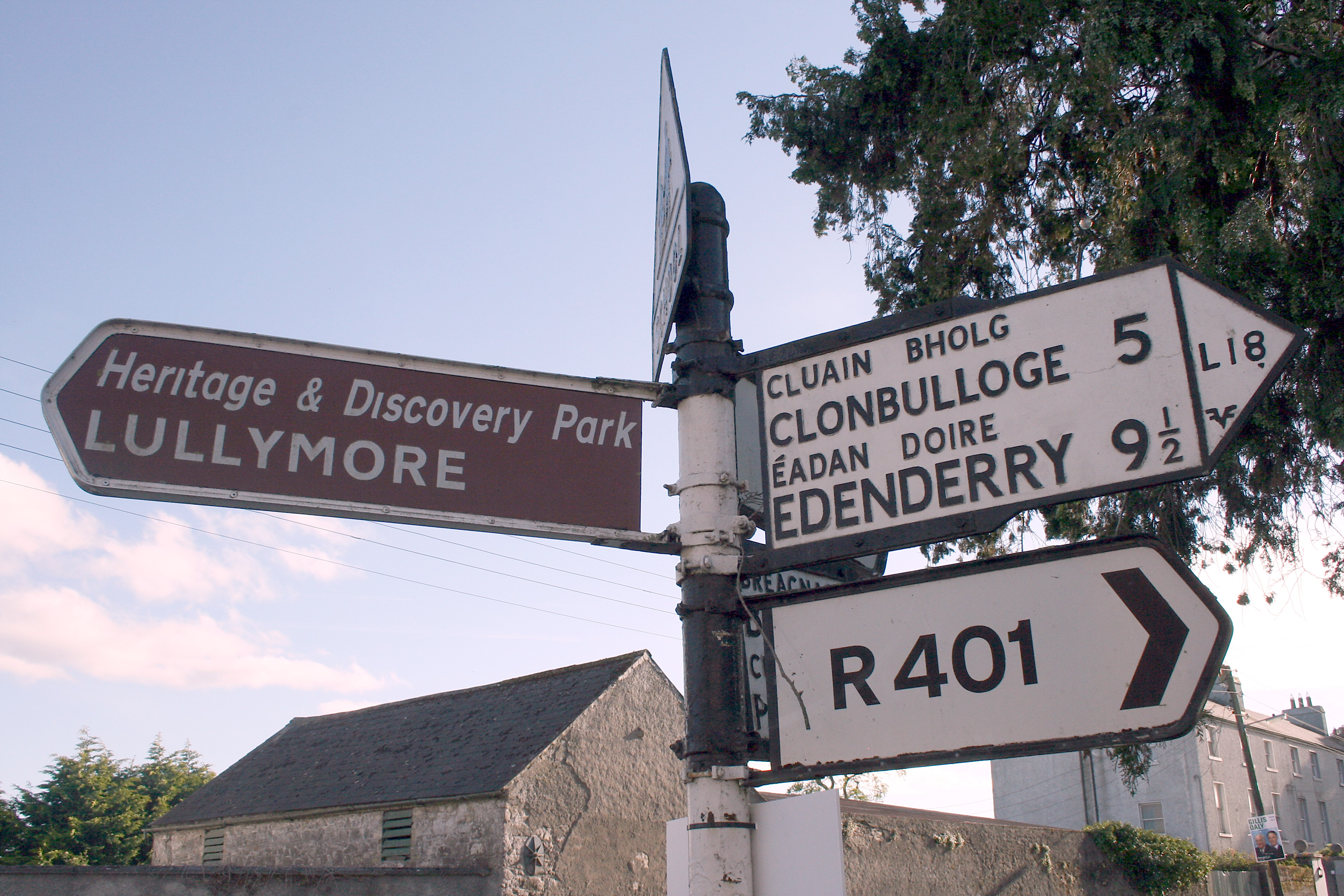
Verkeersbord met Link Road (oude systeem) en Regionale weg (nieuwe systeem) wegnummers

Onder het oude systeem van wegclassificatie werden de belangrijke wegen gemerkt met een "T" van "Trunk Road" (de hoofdverkeerswegen). De minder belangrijke wegen werden gemerkt met een "L" van "Link Road" (verbindingswegen). De hoofdverkeerswegen verbonden de belangrijke steden met elkaar en liepen daarbij dwars door kleinere steden en dorpen. De verbindingswegen verbonden kleine steden en dorpen met elkaar met de hoofdverkeerswegen.
Verschillende hoofdverkeerswegen werden ontworpen om verschillende steden in verschillende regio's van Ierland met elkaar te verbinden. Voorbeeld hiervan is de T41 van Enfield in County Meath naar Kilrush in County Clare. Andere wegen werden aangewezen vanwege hun natuurschoon, zoals de T66 langs de Ring of Kerry.
Er waren in totaal 84 hoofdverkeerswegen, genummerd T1 t/m T77 plus de T4a, T11a, T12a, T21a, T28a, T50a en de T72a. De laatste zeven waren aftakkingen van de oorspronkelijke route. De eerste 9 hoofdverkeerswegen (T1 t/m T8 plus T4a) vertrekken allen uit Dublin in een stralenpatroon tegen de klok in. De T7 en T8 volgende tot Enniscorthy dezelfde route, daarna wijken ze af. Dit patroon is gelijk aan het hedendaagse patroon van nationale routes en snelwegen. Dit patroon werd echter doorbroken door de T35 (Dublin)-Cavan-Donegal)-route die tussen de T2 en de T3 kwam te liggen alsmede door de T42 (nu N81), de T43 en de T44 die kwamen te liggen tussen de T5 en de T7.
In tegenstelling tot het huidige systeem waarin elke weg een uniek nummer heeft (onafhankelijk van de voorgaande letter), hadden de verbindingswegen (Link Roads) onder het ouder systeem nummer die begonnen met L1. Deze L-nummers (van Link Road) hebben geen enkele relatie met de huidige L-nummers (van Local Road).
Verwarrend genoeg zijn er nog steeds wegwijzers te vinden waarop routenummers te vinden zijn volgens het oude én het nieuwe systeem. (zie afbeelding)
Een opvallend verschijnsel was het zogenaamde "multiplexing" waarbij wegdelen deel uitmaakten van twee of meer hoofdverkeerswegen. Voorbeelden hiervan zijn o.a. het T28/T36 deel tussen Newcastle West en Abbeyfeale en het T10/T15/T35 deel tussen Wattle Bridge (County Fermanagh) via de grens en Butlersbridge naar Cavan.
Drie hoofdverkeerswegen hadden delen die niet met elkaar in verbinding stonden, aangezien sommige weggedeelten door Noord-Ierland liepen. Deze wegen waren de T15, de T22 en de T35. De T15 kruiste op zijn weg van Cavan naar Clones de grens zelfs meerdere malen en was daardoor afwisselend de T15 en de A3.

## Lijst van voormalige hoofdverkeerswegen (Trunk Roads) in Ierland
De routebeschrijving geeft het begin- en eindpunt van de weg alsmede belangrijke bestemmingen en kruisingen. Ook de huidige wegnummering is gegeven.
Wegdelen die deel uitmaken van meerdere routes worden cursief weergegeven terwijl delen in Noord-Ierland vet weergeven worden.
| Wegnummer | Van                  | Naar               | Beschrijving |
| --------- | -------------------- | ------------------ | --- |
| T1        | Dublin               | (Belfast)          | Dublin-Swords-Balbriggan-Drogheda-Dunleer-Dundalk-grens-(naar Belfast via A1). Nu grotendeels de R132, voorheen de N1, na opening van de M1 met zijn bypasses. |
| T2        | Dublin               | (Derry)            | Dublin-Ashbourne-Slane-Collon-Ardee-Carrickmacross-Castleblayney-Monaghan-Emyvale-grens-(naar Derry via A5). Nu deels R135 (de delen waar de N2 vervangen is door een vierbaansweg), tussen de M50), en Ashbourne en de N2. |
| T3        | Dublin               | Sligo              | Dublin-Lucan-Leixlip-Maynooth-Enfield-Kinnegad-Mullingar-Edgeworthstown-Longford-Roosky-Dromod-Carrick-on-Shannon-Boyle-Collooney-Sligo. Nu N4 (Dublin-Lucan), R148 (de delen van de voormalige N4 die vervangen zijn door de M4 (Lucan-Kinnegad)) en N4 (Kinnegad-Sligo). |
| T4        | (Dublin)             | Galway             | (Dublin)-Kinnegad-Rochfortbridge-Kilbeggan-Moate-Athlone-Ballinasloe (tevens T31)-Kilconnell-Kiltullagh-Athenry-Derrydonnell-Oranmore-Galway. Nu R446 (de delen van de N6 die vervangen zijn door de M6) (Kinnegad-Athlone), N6 (Athlone-Ballinasloe), R348 (Ballinasloe-Derrydonnell) en de oude N6 (Derrydonnell-Oranmore-Galway). |
| T4a       | Ballinasloe          | Loughrea           | (Dublin)-Ballinasloe-Garbally-Aughrim-Kilreekill-Kilmeen-Loughrea (tevens T21). Nu N6 (Ballinasloe-Loughrea), zoals die was voor de opening van de Loughrea Bypass en andere werken. |
| T5        | Dublin               | Limerick           | Dublin-Naas-Newbridge-Kildare-Monasterevin-Portlaoise-Mountrath-Borris-in-Ossory-Roscrea-Nenagh-Lisnagry-Limerick. Nu N7 (Dublin-Naas), R445 (de delen van de N7 die vervangen zijn door de M7) (Naas-Portlaoise), N7 (Portlaoise-Lisnagry) en R445 (Lisnagry-Limerick). |
| T6        | (Dublin)             | Cork               | (Dublin)-Naas-Kilcullen-Athy-Castlecomer-Henebry's Cross-Kilkenny (tevens T14)-Callan-Ninemilehouse-Kilheffernan-Clonmel-Cahir (tevens T13)-Kilbehenny-Mitchelstown-Moorepark-Fermoy-Rathcormac-Watergrasshill-Glanmire-Cork. Nu R448 (de delen van de N9 die vervangen zijn door de M9) (Naas-Kilcullen), N78 (Kilcullen-Henebry's Cross), N77 (Henebry's Cross-Kilkenny), N76 (Kilkenny-near Clonmel), de oude N24 (zoals die was voor de opening van de Clonmel Bypass) (nr Clonmel-Cahir), R670, R639 (de delen van de N8 die vervangen zijn door de M8) (Cahir-nr Kilbehenny), N8 (nr Kilbehenny-Moorepark), R639 (Moorepark-Cork). |
| T7        | Dublin               | Waterford          | Dublin-Stillorgan-nabij St. Colmcille's Hospital, Loughlinstown-nabij Shankill-Fassaroe-Newtownmountkennedy-Rathnew-Rathdrum-Avoca-Woodenbridge-Arklow-Gorey-Frankfort-Enniscorthy-New Ross-Waterford (tevens T12). Nu de N11 (Dublin-nabij St. Colmcille's Hospital, Loughlinstown), Lokale weg (Dublin Rd.) (nabij St. Colmcille's Hospital, Loughlinstown-nabij Shankill), deel van de R119 (nabij Shankill-Fassaroe), de oude N11 (Fassaroe-Newtownmountkennedy), R772 (door Newtownmountkennedy), oude N11 (Newtownmountkennedy-Rathnew), R752 (Rathnew-Woodenbridge), R747 (Woodenbridge-Arklow), R772 (Arklow-Gorey-Frankfort), N11 (Frankfort-Enniscorthy), N30, voormalige N79 (Enniscorthy-New Ross) en N25 (New Ross-Waterford). Noot: 'oude N11' verwijst naar delen van de N11 voor de ombouw tot vierbaansweg. |
| T8        | Enniscorthy          | Rosslare           | (Dublin)-Enniscorthy-Oylgate-Ferrycarrig Bridge-Wexford-Blackhorse-Killinick-Rosslare. Nu N11 (Enniscorthy-Ferrycarrig Bridge), deel van de R730 (voorheen delen van de N11 en N25 door Wexford voor de opening van de bypass) (Ferrycarrig Bridge-Wexford-Blackhorse) en N25 (Blackhorse-Rosslare). |
| T9        | Dundalk              | Cahir              | Dundalk-Ardee-Kells-Delvin-Mullingar-Kilbeggan-Tullamore-Ballard-Cadamstown-Kinnitty-Boheraphuca-Ballybritt-Roscrea-Templemore-Thurles-Holycross-Cashel-Cahir-(naar Cork via T6). Nu N52 (Dundalk-Mullingar), lokale weg (oude route van de N52 via Ballinagore) (Mullingar-Kilbeggan), N52 (Kilbeggan-Tullamore-Ballard), R421 (Ballard-Kinnitty), Lokale wegen via Boheraphuca (Kinnitty-Ballybritt), R421 (Ballybritt-Roscrea), N62 (Roscrea-Thurles), R660 (Thurles-Holycross-Cashel) en R639, oude N8 (Cashel-Cahir). Voegde zich bij Cahir bij de T6 naar Cork. |
| T10       | (Enniskillen)        | Mullingar          | (vanuit Enniskillen)-Wattle Bridge-grens-Cloverhill-Butlersbridge-Cavan (tevens T35 en T15)-Ballinagh (ook wel Bellananagh)-nabij Kilcogy (tevens T15)-Finnea-Castlepollard-Mullingar. Begon aan de grens nabij Wattle Bridge als voortzetting van de A4/A34 route vanuit Enniskillen. Was tevens de T35 en T15 op het gedeelte vanaf de grens tot Cavan via Butlersbridge. Nu N54 (grens-Butlersbridge), oude N3 (voor de opening van de bypasses)(Butlersbridge tot Cavan), N55 (Cavan tot nabij Kilcogy), tevens de T15 op dit deel, en R394 (nabij Kilcogy-Mullingar). |
| T11       | Cork                 | (Sligo)            | Cork-Mallow-Buttevant-Charleville-Croom-Patrickswell-Limerick-Bunratty-Hurler's Cross-Newmarket on Fergus-Ennis-Crusheen-Gort-Coole-Lydican-Drumharsna-Owenbristy-Kiltiernan-Kilcolgan-Clarinbridge-Oranmore-Galway (tevens T4)-Claregalway-Tuam-Dunmore-Cloonfad-Ballyhaunis-Tawnyinah-Charlestown-Tubbercurry-Collooney-voegde zich bij de T3 naar Sligo. De belangrijkste route aan de westzijde van Ierland, vanaf Cork via Limerick en Galway naar Sligo. de route volde diverse nationale en lokale wegen: Cork-Limerick (N20), Limerick-Coole (noordelijk van Gort) (N18), Coole-Kiltiernan (tegenwoordig lokale wegen), Kiltiernan-Oranmore (N18), Oranmore-Galway (N6), Galway-Tuam (N17), Tuam-nabij Tavraun (ongeveer 14 km noordelijk van Ballyhaunis) (N83), Tavraun-Lurga Lower (ongeveer 5 km zuidelijk van Charlestown) via Tawnyinah (tegenwoordig lokale wegen), Lurga Lower-Charlestown-Collooney (N17), voegde zich bij de T3 naar Sligo bij Collooney. |
| T11a      | Dunmore              | Ballymoe           | Dunmore-Williamstown-Ballymoe. Volgde de route van de huidige R360 van Dunmore tot Ballymoe, en verbond de T11 met de T39 (nu N60). |
| T12       | Cork                 | Wexford            | Cork-Dunkettle-Carrigtwohill-Midleton-Castlemartyr-Killeagh-Youghal-Dungarvan-Joulterspark-Lemybrien-Kilmeaden-Waterford-New Ross (tevens T7)-Wexford. Volgde de route van de oude N25 van Cork naar Wexford. Was tevens de T7 tussen Waterford en New Ross. |
| T12a      | (Cork)               | Cobh               | (Cork)-Cobh Cross-Cobh. Volgde de route van de huidige R624, en verbond Cobh met de T12 (nu N25) bij Cobh Cross. |
| T13       | Limerick             | Waterford          | Limerick-Tipperary-Bansha-Cahir-Clonmel-Kilheffernan (tevens T6)-Carrick on Suir-Mooncoin-Waterford. Volgde de route van de oude N24 tussen Limerick en Waterford. De route was tevens deel van de T6 tussen Cahir en Kilheffernan (oostelijk van Clonmel, bij de huidige kruising tussen de N24 en de N76). |
| T14       | Waterford            | Tullamore          | Waterford-Mullinavat-Ballyhale-Knocktopher-Stoneyford-Kilkenny-Henebry's Cross (tevens T6)-Ballyragget-Ballinakill-Abbeyleix-Portlaoise-Mountmellick-Tullamore. Volgde de route van de verschillende nationale en regionale wegen: Waterford-nabij Ballyhale (tegenwoordig N9/N10 kruising) (N9), nabij Ballyhale-Kilkenny (zuidelijke tak N10), Kilkenny-Henebry's Cross (kruising van de N77 en N78, tevens de T6)-Ballyragget (N77), Ballyragget-nabij Abbeyleix (R432), nabij Abbeyleix-centrum van Abbeyleix (R340 Ballinakill Road), Abbeyleix-Portlaoise (N8), Portlaoise-Mountmellick-Tullamore (N80). |
| T15       | (Galway)             | (Monaghan)         | (Galway)-Roouanmore-Lackagh-Turloughmore-Moylough-Mountbellew-Athleague-Roscommon-Lanesborough-Longford-Ballinalee-Granard-nabij Kilcogy-Ballinagh (of Bellananagh)-Cavan (tevens T10)-Butlersbridge-Leggykelly (tevens T10/T35)-grens-A3-County Fermanagh-grens- County Cavan-T15-grens (Derrynure)-A3-County Fermanagh-grens- County Monaghan-T15-Clones-Smithborough-Monaghan Town-grens (Tamlat)-(naar Armagh via A3). Roounamore (nabij Lackagh, kruising tussen T11 en T15, nu de kruising tussen de N17 en N63)-Roscommon-Longford (N63), Longford-Granard (deel van de R194), Granard-Cavan (N55), Cavan-Butlersbridge (N3), Butlersbridge-Clones-Monaghan (N54,A3: passeert diverse malen de grens), Monaghan-grens (N12), voegde zich bij de A3 naar Armagh en Belfast. |
| T16       | (Enniscorthy)        | Portlaoise         | (Enniscorthy)-Ballynahallin-Bunclody-Ballon-Carlow-Ballickmoyler-Arless-Stradbally-Portlaoise. Volgde de route van het zuidelijke deel van de N80 vanaf Ballynahallin (de huidige kruising tussen de N11 en N80, toentertijd kruising van de T16 en T7) nabij Enniscorthy-Carlow-Portlaoise. |
| T17       | Sligo                | (Enniskillen)      | Sligo-Manorhamilton-Blacklion-grens-(naar Enniskillen en Belfast via A4 en, later, de Noord-Ierse M1). Sligo-grens bij Blacklion (N16), voegde zich bij de A4 naar Enniskillen en Belfast. |
| T18       | Sligo                | (Derry)            | Sligo-Grange-Drumcliffe-Bundoran-Ballyshannon-Donegal-Ballybofey-Stranorlar-Killygordon-Castlefin-Cloghfin-grens-Clady-(naar Strabane en Derry via B85-A5). Volgde de N15 (de oude route voor de opening van de bypasses bij Ballyshannon/Bundoran en Donegal) van Sligo naar Cloghfin nabij de grens, ging verder over de grens naar Clady, Coounty Tyrone, daarna van Clady tot Strabane (B85), voegde zich bij de A5 naar Derry. |
| T19       | Kilkenny             | (Limerick)         | Kilkenny-Freshford-Urlingford-Turnpike (tevens T36)-Thurles-Toor (tevens T21)-Ballycahill-Rosmult-Milestone-Inch-Anglesey Bridge-Rear Cros-Newport-Lisnagry-(naar Limerick via T5). Volgde verschillende nationale en regionale wegen: Kilkenny naar Urlingford via de R693, gezamenlijk met de T36 (deel van de oude N8, nu R639) vanaf Urlingford tot Turnpike (kruising van de oude N8 en de N75), Turnpike-Thurles (N75), Thurles-Toor (nu de kruising tussen de R498 en R503) via R498, Toor-Lisnagry (R503), samen met de T5 (oude N7, nu R445) naar Limerick. |
| T20       | Kilkenny             | New Ross           | Kilkenny-Bennettsbridge-Thomastown-Inistioge-New Ross. Verbond Kilkenny met New Ross via Thomastown, en volgde daarbij de route van de R700. |
| T21       | Thurles              | (Galway)           | Thurles-Toor (tevens T19)-Borrisoleigh-Nenagh-Borrisokane-Portumna-Killimor-Ballydavid-Killmeen-Loughrea (tevens T4a)-Craughwell-Derrydonnell (naar Galway via T4). Thurles-Nenagh (R498), Nenagh-Portumna-Loughrea (N65), Loughrea-Derrydonnell (route van de N6 voor de bouw van de Loughrea bypass), voegde zich bij de T4 naar Galway. |
| T21a      | Borrisokane          | Moneygall          | Borrisokane-Cloughjordan-Moneygall. Verbond de T21 (nu deel van de N65) en T33 (nu deel van de N52) vanaf Borrisokane met de T5 (nu N7) bij Moneygall, via de huidige route van de R490 via Cloughjordan. |
| T22       | Dundalk              | Castleblayney      | Dundalk-grens-A37-Cullaville-A37-grens-na grensoverschrijding in County Monaghan-T22-Castleblayney. Dundalk-Castleblayney, via Cullaville in Noord-Ierland als A37. Nu N53/A37. |
| T23       | Dundalk              | (Armagh)           | Dundalk-Kilcurry-grens-(naar Newtownhamilton, Keady en Armagh via A29). Dundalk-grens via Kilcurry, via de route van de R177, voegde zich bij de A29 naar Armagh. |
| T24       | Dundalk              | Granard            | Dundalk-Chanonrock-Carrickmacross-Corvally-Shercock-Bailieborough-Virginia-Ballyjamesduff-Ballymachugh-nabij Finnea-Granard. Dundalk-Virginia (R178), Virginia-Granard (R194), voegde zich bij de T31 en T15 bij Granard. |
| T25       | (Drogheda)           | Collon             | (Drogheda)-Collon. Takte nabij Drogheda af van de T1 (deels via de T26, nu N51) naar Collon. Verbond de T1 en T2 met elkaar via de huidige route van de R168. |
| T26       | Drogheda             | Kinnegad           | Drogheda-Slane-Navan-Bective Abbey-Trim-Kinnegad. Drogheda-Slane-Navan (N51), Navan-Trim-Kinnegad (R161), voegde zich bij de T3 en T4 bij Kinnegad. |
| T27       | (Youghal)            | Clonmel            | (Youghal)-Kinsalebeg-Clashmore-Modeligo-Halfwayhouse Inn-Ballymacarbry-Clonmel. Verbond de T12 (nu N25) bij Kinsalebeg (nabij Youghal) met Clonmel via de huidige route van de R671. |
| T28       | (Limerick)           | Tralee             | (Limerick)-Patrickswell-Adare-Rathkeale-Newcastlewest-Abbeyfeale (tevens T36)-Castleisland-Caherbreagh-Tralee. Nu N21 (zoals is was voor de opening van de bypassen van Patrickswell en Tralee. |
| T28a      | Castleisland         | Farranfore         | Castleisland-Farranfore. Nu N23. |
| T29       | (Tralee)             | Cork               | (Tralee)-Caherbreagh-Farranfore-Killarney-Ballyvourney-Macroom-Coachford-Carrigrohane-Cork. Caherbreagh (kruising met de T28, nu kruising van de N21 en N22)-Killarney-Macroom (oude N22), Macroom-Coachford-Carrigrohane (R618), daarna Carrigrohane Road naar Cork. |
| T30       | (Dungarvan)          | (Killarney)        | (Dungarvan)-Joulterspark-Cappoquin-nabij Lismore-Ballyduff-Fermoy-Castletownroche-Mallow-Rathmore-Clasheen-(naar Killarney via T29). Nu deel van de N72 (Joulterspark-nabij Lismore), R666 (nabij Lismore-Fermoy) en deel van de N72 (Fermoy-Clasheen). Voegde zich bij de T29 (nu N22) naar Killarney. |
| T31       | Portumna             | Granard            | Portumna-Ballinasloe-Athlone (tevens T4)-Ballymahon-Edgeworthstown-Granard. Nu R355 (Portumna-Ballinasloe), deel van de N6 (Ballinasloe-Athlone) en deel van de N55 (Athlone-Granard). |
| T32       | Roscrea              | (Athlone)          | Roscrea-Birr-Cloghan-Ferbane-Fardrum-(naar Athlone via T4). Nu deel van de N62. |
| T33       | Birr                 | Borrisokane        | Birr-Ballingarry-Borrisokane. Nu deel van de N52. |
| T34       | Athlone              | Boyle              | Athlone-Roscommon-Tulsk-Boyle. Nu N61. |
| T35       | Dublin               | (Donegal)          | Dublin-Clonee-Dunshaughlin-Navan-Kells-Virginia-Cavan-Butlersbridge-Cloverhill-grens-(tevens T10/T15)-A3-Wattle Bridge-A34-Newtownbutler-Lisnaskea-Tamlaght-A4-Enniskillen-A32-Irvinestown-A35-Kesh-grens-T35-Pettigo-Laghey-(naar Donegal via T18). Nu N3 (Dublin-Butlersbridge), N54 (Butlersbridge-grens nabij Wattle Bridge), A3-B533 (Wattle Bridge-Newtownbutler)-A34 (Newtownbutler-Lisniskea)-B514 (Lisnaskea-Tamlaght)-A4-A32-A35, R232 (Pettigo-Laghey), N15 (voormalige T18). |
| T36       | Abbeyleix            | Listowel           | Abbeyleix-Durrow-Cullahill-Urlingford-Turnpike (tevens T19)-Horse and Jockey-Cashel-Golden-Tipperary-Emly-Kilmallock-Charleville-Drumcolliher-Feohanagh-Newcastlewest-Abbeyfeale (tevens T28)-Duagh-Listowel. Nu deel van de R639 (oude N8) (Cullahill-Cashel), N74 (Cashel-Tipperary), R515 (Tipperary-Drumcolliher), R522 (Dromcolliher-Newcastlewest), N21 (Newcastlewest-Abbeyfeale), R555 (Abbeyfeale-Listowel). |
| T37       | Cashel               | (Kilkenny)         | Cashel-Dually-Ballinure-Laffansbridge-Killenaule-Ballingarry-Ballyline-Ballymack-(naar Kilkenny via T6). Nu R691. |
| T38       | Mitchelstown         | Mallow             | Mitchelstown-Kildorrery-Mallow. Nu N73. |
| T39       | Roscommon            | Louisburgh         | Roscommon-Ballymoe-Castlerea-Ballyhaunis-Claremorris-Balla-Castlebar-Westport-Louisburgh. Nu N60 (Roscommon-Castlebar), N5 (Castlebar-Westport) en deel van de R335 (Westport-Louisburgh). |
| T40       | (Sligo)              | Galway             | (Sligo)-Ballysodare-Beltra-Dromore West-Easky-Rathlee-Kilglass-Enniscrone-Corraun-Ballina-Foxford-Strade-Bellavary-Castlebar-Ballintubber-Partry-Ballinrobe-Kilmaine-Shrule-Headford-Galway. Nu deel van de N59 (Ballysodare-Dromore West), R297 (Dromore West-Carraun), opnieuw de N59 (Corraun-Ballina), deel van de N26, voormalige N57 (Ballina-Foxford), N58 (Foxford-Bellavary), N5 (Bellavary-Castlebar) en N84 (Castlebar-Galway). |
| T41       | Enfield              | Kilrush            | (Dublin)-Enfield-Edenderry-Daingean-Ballinagar-Clonmore-Cappincur-Tullamore-Screggan-Blue Ball-Kilcormac-Birr-Riverstown-Pike-Portland-Portumna-Power's Cross-Gorteeny-Mountshannon-Scariff-Tuamgraney-Bodyke-Moymore-Spancil Hill-Ennis-Darragh-Caherea-Lissycasey-Knockalough-Kilrush. Nu deels de R402 (Enfield-Ballinagar), lokale weg (Ballinagar-Clonmore-Cappincur-Tullamore), deel van de N52 (Tullamore-Riverstown), R489 (Riverstown-Portland), deel van de N65 (Portland-Portumna), R352 (Portumna-Ennis) en N68 (Ennis-Kilrush). |
| T42       | Dublin               | Clash              | Dublin-Templeogue-Tallaght-Brittas-Blessington-Baltinglass-Rathvilly-Tullow-Clash-(aansluiting op de T16). Nu N81. |
| T43       | Dublin               | (Bray)             | Dublin-Milltown-Windy Arbour-Dundrum-Sandyford-Stepaside-Kiltiernan-Enniskerry-Fassaroe-(Bray). Nu R117. |
| T44       | Dublin               | (Shankill)         | Dublin-Ballsbridge-Merrion-Booterstown-Blackrock-Monkstown-Dun Laoghaire-Dalkey-Killiney-(Shankill)-(naar Bray via T7). Nu deel van de R118 (Lwr. Mount St.-Northumberland Rd.-Pembroke Rd.- Merrion Rd.- Rock Rd.-Blackrock), deel van de N31 (Blackrock-Frascati Rd.-Dun Laoghaire) en deel van de R119 (Dun Laoghaire-Marine Drive-Upr. Georges St.-Summerhill Rd.-Glasthule Rd.-Sandycove Rd.-Breffni Rd.-Ulverton Rd.-Dalkey-Castle St.-Sorrento Rd.-Vico Rd.-Station Rd.-Killiney-Seafield Rd.-Killiney Hill Rd.-Shanganagh Rd.-(aansluiting op Dublin Rd., voormalige T7)-(naar Shankill en Bray via T7). |
| T45       | Clones               | (Newry)            | Clones-Killeevan-Newbliss-Ballybay-Castleblayney-Milltown-grens-(naar Newtownhamilton en Newry via A25). Nu R183 (Clones-Castleblayney) en R182 (Castleblayney tot de grens). |
| T46       | Carrickmacross       | Ballybay           | Carrickmacross-Ballybay. Nu R180. |
| T47       | Tullamore            | (Athlone)          | Tullamore-Clara-Moate-(naar Athlone via T4). Nu deel van de N80. |
| T48       | Durrow               | (Borris-in-Ossory) | Durrow-Ballycolla-Aghaboe-Sentry Hill-(naar Borris-in-Ossory en Roscrea via T5). Nu R434. |
| T49       | Cashel               | Clonmel            | Cashel-Rosegreen-Ballyclerahan-Clonmel. Nu R688. |
| T50       | Mitchelstown         | (Limerick)         | Mitchelstown-Ballylanders-Knocklong-Hospital-Newline (tevens T57)-Caherconlish-Beary's Cross-(naar Limerick via T13). Nu R513. |
| T50a      | Kilmallock           | (Limerick)         | Kilmallock-Bruff-Holy Cross-nabij Ballybricken-(naar Limerick via T57). Nu deel van de R512. |
| T51       | Kilcullen            | Kilkenny           | (Dublin & Naas)-Kilcullen-Timolin-Moone-Castledermot-Carlow-Leighlinbridge-Paulstown-Kilkenny. Nu N9 (Kilcullen-Paulstown) en N10 (Paulstown-Kilkenny). |
| T52       | (Drumsna)            | Belturbet          | (Drumsna)-Annaduff-Mohill-Cloone Grange-Carrigallen-Killeshandra-Milltown Abbey-Lisnamaine-Kilconney-Belturbet-Sugarloaf-Gannons Cross- aansluiting op T10/T35. Nu R201 (Annaduff-Lisnamaine), N87, voormalige R200 (Lisnamaine-Kilconney), N3 (Kilconney-Belturbet-Sugarloaf) en R197 (Sugarloaf naar Gannons Cross). |
| T53       | Dromod               | Swanlinbar         | Dromod-Mohill-Garvagh-Fenagh-Ballinamore-Gortmore-Swanlinbar-grens-(naar Enniskillen via A32-A4). Nu R202 (Dromod tot Gortmore) en N87, voormalige R200 (Gortmore tot de grens). Aansluiting op de A32 bij de grens. |
| T54       | Carrick on Shannon   | Bundoran           | Carrick on Shannon-Leitrim-Drumgorman-Drumshanbo-Tarmon-Drumkeeran-Killarga-Manorhamilton-Glenade-Kinlough-Bundoran. Nu R280 (Carrick on Shannon-Drumgorman), R207 (Drumgorman-Drumshanbo), R208 (door Drumshanbo: Church Street-brug over de Shannon), R280 (vanaf de brug naar-Bundoran). |
| T55       | (Carrick on Shannon) | Fenagh             | (Carrick on Shannon)-Drumheckil-Keshcarrigan-Fenagh-aansluiting op de T53. Nu de R209. |
| T56       | Carrick on Suir      | (Kilkenny)         | Carrick on Suir-Ballinacluna-(Kilkenny via T6). Nu de R696. |
| T57       | Limerick             | Emly               | Limerick-Ballyneety-nr Ballybricken-Mohane-Newline-Hospital (tevens T50)-Emly (aansluiting op de T36). Limerick-nabij Ballybricken (R512), nabij Ballybricken-Mohane (R514), Mohane-Hospital (R513), Hospital-Emly (R516). |
| T58       | Ballina              | Belmullet          | Ballina-Crossmolina-Bellacorick-Bangor Erris-Bunnahowen-Belmullet. Nu de N59 (Ballina-Bangor Erris) en R313 (Bangor Erris-Belmullet). |
| T59       | Stranorlar           | (Derry)            | Stranorlar-Kilross-Letterkenny-Manorcunningham-Newtown Cunningham-Speenoge-Bridge End-grens-(naar Derry via A2). Nu de N13. het deel Stranorlar tot Letterkenny was oorspronkelijk geclassificeerd als een nationale secundaire weg (deel van de N56) toen het nieuwe systeem werd ingevoerd. In de jaren negentig werd het opgewaardeerd tot een nationale primaire route als zuidelijke verlenging van de N13. |
| T60       | (Letterkenny)        | Lifford            | (Letterkenny)-nr Corkey-Lifford-grens-A38-Strabane-(naar Derry en Dublin via A5). Nu de N14, werd de A38 vanaf de grens tot de kruising met de A5. |
| T61       | (Bray)               | Rathdrum           | (Bray)-Kilmacanogue-Killough-Roundwood-Annamoe-Laragh-Rathdrum. Nu de R755. |
| T62       | (Dundalk)            | (Omeath)           | (Dundalk)-Ballymascanlan-The Bush-Carlingford-Omeath-Cornamucklagh-grens-(naar Newry via B79). Nu R173 (Cooley Peninsula drive). |
| T63       | Waterford            | Dungarvan          | Waterford-Tramore-Annestown-Knockmahon-Bunmahon-Stradbally-Dungarvan. Nu de R675 (Waterford-Bunmahon), lokale wegen (Bunmahon-Ballyvoile) en opnieuw de R675 (Ballyvoile-Dungarvan). |
| T64       | Macroom              | (Bantry)           | Macroom-Kilbarry-Inchigeelagh-Ballingeary-Kealkill-Ballylickey-(naar Bantry via T65). Nu de R584 (Macroom-Ballylickey). |
| T65       | Killarney            | Cork               | Killarney-Kenmare-Glengarriff-Bantry-Scart-Aghaville-Drimoleague-Dunmanway-Enniskeane-Bandon-Inishannon-Halfway-Cork. Nu de N71 (Killarney-Scart), R586 (Scart-Bandon), oude N71 (zoals het was voor de bouw van de Halfway bypass) (Bandon-Cork). |
| T66       | Tralee               | Kenmare            | Tralee-Castlemaine-Killorglin-Glenbeigh-Cahirciveen-Waterville-Caherdaniel-Sneem-Parknasilla-Kenmare (deel van de Ring of Kerry route). Nu de N70 (deel van de Ring of Kerry route). |
| T67       | Killorglin           | Killarney          | Killorglin-Killarney (deel van de Ring of Kerry route). Nu deel van de N72 (deel van de Ring of Kerry route). |
| T68       | Limerick             | Dingle             | Limerick-Kildimo-Askeaton-Foynes-Tarbert-Listowel-Tralee-Camp-Annascaul-Dingle. Nu de N69 (Limerick-Listowel-Tralee) en de N86 (Tralee-Dingle). |
| T69       | Kilcolgan            | Kilrush            | Kilcolgan-Kinvara-Ballyvaughan-Lisdoonvarna-Ennistymon-Lahinch-Miltown Malbay-Quilty-Doonbeg-Kilkee-Kilrush. Nu de N67. |
| T70       | Ennistymon           | Ennis              | Ennistymon-Ennis. Nu de N85 (was een regionale weg tot de jaren negentig). |
| T71       | Galway               | Bangor Erris       | Galway-Moycullen-Oughterard-Maam Cross-Recess-Clifden-Letterfrack-Kylemore Abbey-Leenane-Carrowkennedy-Liscarney-Westport-Newport-Mulrany-Ballycroy-Bangor Erris. Nu deel van de N59. |
| T72       | Donegal              | Letterkenny        | Donegal-Inver-Dunkineely-Five Points-Ardara-Kilrean-Glenties-Lettermacaward-Dungloe-Burtonport-Kincasslagh-Crolly-Dore-Bunbeg-Brinlack-Gortahork-Falcarragh-Dunfanaghy-Creeslough-Cashel-Carrigart-Milford-Ramelton-Letterkenny (West Donegal Coastal Route). Grote delen van deze route zijn identiek met de N56 (West Donegal Kustweg), maar de T72 week af van de huidige N56 tussen Dungloe en Crolly (via Burtonsport en Kincasslagh) waar de route van de R259 werd gevolgd. Het volgende afwijkende deel was tussen Dore en Gortahork via Bunbeg en Brinlack waar de T72 de route van de R257 werd gevolgd. Vanaf Creeslough naar Letterkenny volgde de T72 een totaal andere route dan de N56. Juist zuidelijk van Creeslough draaide de T72 naar het noordoosten en ging via Cashel naar Carrigart. Vanaf daar ging het via Milford en Ramelton naar Letterkenny. Het deel tussen Creeslough en Letterkenny is nu de R245.                                         |
| T72a      | Donegal              | Malin More         | (Donegal)-Five Points-Killybegs-Kilcar-Glencolumbkille-Malin More. Nu deel van de R263. |
| T73       | Speenoge             | (Derry)            | Inishowen Ring: Speenoge-Burnfoot-Fahan-Buncrana-Drumfree-Clonmany-Ballyliffen-Carndonagh-Gleneely-Moville-Whitecastle-Quigley’s Point-Muff-grens (Culmore)-(naar Derry via A2). De route van de T73 is nagenoeg identiek aan de huidige route van de R238 (Inishowen Ring), uitgezonderd een deel tussen Carndonagh en Gleneely. Hier werd niet de huidige route van de R238 Carndonagh via Culdaff naar Gleneely maar ging men via wat nu een lokale weg is rechtstreeks naar Gleneely. |
| T74       | Letterkenny          | (Derry)            | (Letterkenny)-Newtown Cunningham-Speenoge-Bridge End-grens-(naar Derry via A2). Nu deel van de N13, vanaf de grens de A2. |
| T75       | (Dungarvan)          | (Clonmel)          | (Dungarvan)-Ballymacmague South-Halfway House Inn-(naar Clonmel via T27). Nu deel van de R672. |
| T76       | Borrisoleigh         | Templemore         | Borrisoleigh-Templemore. Nu de R501. |
| T77       | Longford             | Foxford            | Longord-Strokestown-Tulsk-Frenchpark-Ballaghaderreen-Charlestown-Swinford-Foxford. Longford tot Swinford is nu deel van de N5, Swinford tot Foxford is nu deel van de N26. |